# Voltron: A harmadik dimenzió
A Voltron: A harmadik dimenzió (eredeti cím: Voltron: The Third Dimension) amerikai televíziós 3D-s számítógépes animációs sorozat, amelyet a Mike Young Productions és a World Events Productions készített. Magyarországon a Megamax adta.

## Ismertető
Mindössze három év telt el azóta, hogy a Voltron Force-tól, Lotor herceg megszendvete vereségét. Robbanás rombolta le a csatahajóját, a végső ütközetben. Súlyos sérülést szenvedett, de a szövetségi orvosok ellátták sérüléseit sok bionikus részecske kezelésével. Lotor, miután helyre jött, a Galaxis Szövetség tagjai háborús bűnösséget ítéltek rá, és ezért magánzárkába akarták zárni, az élete hátra levő részére, a legerősebb fokozatú biztonsági őrizettel. A bíróság viszont, hajlandó rá, hogy enyhítse a büntetését, ha a titkos erdőjének hollétét feldei. Ez az erőd általa let telrejtve, a végső csata idején, mely a Voltron elleni csatának minősült.

## Szereplők
- Queeque
- Igor
- Lance
- Coran
- Alfor király
- Lotor herceg
- Lafitte
- Hunk
- Zarkon király
- Keith
- Amalgamus
- Allura
- Haggar
- Pidge